# Raped in Their Own Blood
Raped In Their Own Blood  è il primo album della band Death metal svedese Vomitory, pubblicato nel 1996 dalla Metal Blade Records.

## Tracce
1. Nervegasclouds – 5:19
2. Raped In Their Own Blood – 3:22
3. Dark Grey Epoch – 3:15
4. Pure Death – 3:11
5. Through Sepulchral Shadows – 4:56
6. Inferno – 2:44
7. Sad Fog over Sinister Runes – 4:50
8. Into Winter Through Sorrow – 4:22
9. Perdition – 2:50
10. Thorns – 5:41

## Formazione
- Ronnie Olson - voce
- Thomas Bergqvist - basso, seconda voce
- Ulf Dalegren - chitarra
- Urban Gustafsson - chitarra
- Daniel "Zakk Wylde" Engström - assolo di chitarra su Pure Death
- Tobias "Tobben" Gustafsson - batteria